# Ibn Kutaiba
Abdallah Ibn Kutaiba, född 828, död 885, var en arabisk författare.
Ibn Kutaiba var först kadi i Dinawar men slog sig sedan ned som lärare i Bagdad. Hans arbeten var speciellt avsedda för blivande hovmän och sekreterare med uppgift att meddela en viss allmänbildning på olika områden. Hans främsta verk är en dylik encyklopedi i 10 böcker, Ujūn al-achbār, av vilken 4 delar utgavs av Carl Brockelmann 1900-08. Vidare märks en handbok i historia Kitāb al-ma'ārif, utgiven av Ferdinand Wüstenfeld 1850 samt en poetisk antologi Kitāb asch-schi'r wach-schuarā, utgiven av M. J. de Goeje (1904).